# Palpimanus lualabanus
Palpimanus lualabanus är en spindelart som beskrevs av Benoit 1974. Palpimanus lualabanus ingår i släktet Palpimanus och familjen Palpimanidae.
Artens utbredningsområde är Kongo. Inga underarter finns listade i Catalogue of Life.